# اوزیورسک، اوبلاست چلیابینسک
شهر اوزیورسک، اوبلاست چلیابینسک (به روسی: Озёрск) در کشور روسیه و در استان اوبلاست چلیابینسک واقع شده است. فاجعه هسته‌ای کیشتیم (Kyshtym)، حادثه آلودگی تشعشعات هسته‌ای بود که در ۲۰ سپتامبر ۱۹۵۷ در مایاک یک نیروگاه بازپروری سوخت هسته‌ای در اتحاد جماهیر شوروی رخ داد. این حادثه در شهر اوزیورسک شهری ناشناخته که در اطراف نیروگاه مایاک ساخته شده بود اتفاق افتاد. از آن‌جایی که اوزیورسک - مایاک بر روی نقشه حک نشده بودند، این فاجعه به نام کیشتیم نزدیک شهری به این منطقه نام‌گذاری شد. فاجعه کیشتیم یکی از قوی‌ترین فجایعی است که جهان به خود دیده است؛ تا جایی که شوروی برای متأثر نشدن مردم، در تلاش برای پنهان کردن آن بود.